# Grupo de Artillería 7 (San Luis)
El Grupo de Artillería 7 "Brig. Gral. Francisco Reynolds" es una unidad de artillería del Ejército Argentino con asiento en la guarnición de ejército de San Luis, y perteneciente a la Agrupación de Artillería de Campaña 601.

## Historia
La unidad se conformó el 1 de enero de 1942.
En 1964 se genera el Grupo de Artillería 121 (GA 121), dependiente del II Cuerpo de Ejército. En 1997 el GA 121 cambia a Grupo de Artillería 7 (GA 7) estableciendo su asiento en San Luis, y pasando a la VIII Brigada de Montaña de Mendoza.
En 1982 el GA 121 envía 27 efectivos y dos cañones CITER 155 mm que se desplazaron a la isla Soledad para sumarse al Grupo de Artillería 3 (GA 3), a los efectos de reemplazar a los averiados cañones del Grupo de Artillería 101 (GA 101).
En 2011 el GA 7 pasa a depender de la 2.ª División de Ejército "Ejército del Norte", y en 2019 pasa a integrar la Agrupación de Artillería de Campaña 601, de reciente creación.